# Herfried Münkler
Herfied Münkler (* 15. srpna 1951 ve Friedbergu v Hesensku, SRN) je německý politolog, zabývající se především politickou teorií a dějinami idejí. Pracuje na Humboldtově univerzitě v Berlíně. Stal se známým především díky svému výzkumu o Machiavellim a patří mezi nejvýznamnější politology v Německu.

## Dílo

### Vybrané monografie
- Machtzerfall. Die letzten Tage des Dritten Reiches dargestellt am Beispiel der hessischen Kreisstadt Friedberg. Siedler Verlag, Berlin 1985 (2., verb. u. erg. Auflage, Europäische Verlagsanstalt, Hamburg 2005, ISBN 3-434-50592-X).
- (zusammen mit Marina Münkler): Lexikon der Renaissance. C. H. Beck, München 2000, ISBN 3-406-52859-7.
- Thomas Hobbes. Campus, Frankfurt am Main u. New York 2001, ISBN 3-593-36831-5.
- Die neuen Kriege. Rowohlt, Reinbek bei Hamburg 2002, ISBN 3-7632-5366-1.
- Über den Krieg. Stationen der Kriegsgeschichte im Spiegel ihrer theoretischen Reflexion. Velbrück Wissenschaft, Weilerswist 2003, ISBN 3-934730-54-X.
- Clausewitz’ Theorie des Krieges. Nomos, Baden-Baden 2003, ISBN 3-8329-0163-9.
- Der neue Golfkrieg. Rowohlt, Reinbek bei Hamburg 2003, ISBN 3-498-04490-7.
- Machiavelli. Die Begründung des politischen Denkens der Neuzeit aus der Krise der Republik Florenz. Fischer Taschenbuch-Verlag, Frankfurt am Main 2004, ISBN 3-596-16178-9.
- Imperien. Die Logik der Weltherrschaft – vom Alten Rom bis zu den Vereinigten Staaten. Rowohlt Verlag, Berlin 2005, ISBN 3-87134-509-1.
- Der Wandel des Krieges. Von der Symmetrie zur Asymmetrie. Velbrück Wissenschaft, Weilerswist 2006, ISBN 3-938808-09-8.
- Die Deutschen und ihre Mythen. Rowohlt Verlag, Berlin 2008, ISBN 978-3-87134-607-1.
- Mitte und Maß. Der Kampf um die richtige Ordnung. Rowohlt Verlag, Berlin 2010, ISBN 978-3-87134-690-3.
- Der Große Krieg. Die Welt 1914 bis 1918. Rowohlt Verlag, Berlin 2013, ISBN 978-3-87134-720-7.
- Macht in der Mitte. Die neuen Aufgaben Deutschlands in Europa. Ed. Körber-Stiftung, Hamburg 2015, ISBN 978-3-89684-165-0.
- «Raum» im 21. Jahrhundert, nur als E-Book. Rowohlt, Reinbek bei Hamburg 2015, ISBN 978-3-644-12081-5.